# Vaskivți, Narodîci
Vaskivți (în ucraineană Васьківці) este un sat în comuna Holubievîci din raionul Narodîci, regiunea Jîtomîr, Ucraina.